# Bruin boshoen
Het bruin boshoen (Megapodius bernsteinii) is een vogel uit de familie grootpoothoenders (Megapodiidae). De wetenschappelijke naam van de soort is voor het eerst geldig gepubliceerd in 1866 door Hermann Schlegel en vernoemd naar Heinrich Agathon Bernstein. Het is een kwetsbare, endemische vogelsoort op de Bangai- en Soela-eilanden (Indonesië)

## Kenmerken
De vogel is 30 tot 35 cm lang. Het is een vrijwel egaal roestbruin soort hoen. De vogel lijkt sterk op het Filipijns boshoen M. cumingii. Het bruin boshoen is echter van onder even egaal bruin als van boven. Het oog is bruin en de naakte huid rond het oog is grijsbruin tot bijna zwart en de poten zijn oranje of rood.

## Voorkomen
De soort komt voor op de Banggai- en Soela-eilanden. Het leefgebied is laaglandregenwoud en kustgebieden met veel dicht struikgewas grenzend aan agrarisch gebied. De broeihopen worden dagelijks door monogame paren bezocht.

## Status
Het bruin boshoen heeft een beperkt verspreidingsgebied en daardoor is de kans op uitsterven aanwezig. De grootte van de populatie werd in 2012 door BirdLife International geschat op 15 tot 30 duizend individuen en de populatie-aantallen nemen af door habitatverlies. Het leefgebied wordt aangetast door ontbossing waarbij natuurlijk bos wordt omgezet in gebied voor agrarisch gebruik. Verder worden de eieren door de eilandbewoners verzameld en treden ingevoerde zoogdieren zoals katten en honden op als predator op de kuikens. Om deze redenen staat deze soort als kwetsbaar op de Rode Lijst van de IUCN.